# Étang Vallier
L'étang Vallier est situé à Brossac en Charente, aux limites de la Charente-Maritime, de la Dordogne et de l'Aquitaine, à la lisière de la Double saintongeaise.

## Description
C'est un étang d'eau douce d'une surface de 4 hectares.

## Historique
L'étang a été creusé dans les années 1970 par la commune de Brossac pour créer une zone de loisirs pour les brossacais. Par la suite, la commune a donné l'étang à la communauté de communes qui l'a vendu en 2004.

## Centres d'intérêt

### Base nautique
En été, c'est un espace de baignade gratuit. L'étang est bordé d'une plage de sable blanc.

### Camping

#### Centre de vacances
L'étang Vallier propose des locations de maisons ou de chalets (hébergement de vacances) 